# Paraphytus doriae
Paraphytus doriae är en skalbaggsart som beskrevs av Edgar von Harold 1877. Paraphytus doriae ingår i släktet Paraphytus och familjen bladhorningar. Inga underarter finns listade i Catalogue of Life.